# Acronicta hemileuca
Acronicta hemileuca là một loài bướm đêm trong họ Noctuidae.